# Tschechische Badmintonmeisterschaft 2024
Die Tschechische Badmintonmeisterschaft 2024 fand vom 2. bis zum 4. Februar 2024 in České Budějovice statt.

## Medaillengewinner
| Veranstaltung | Gold                              | Silber                             | Bronze                                 |
| ------------- | --------------------------------- | ---------------------------------- | -------------------------------------- |
| Herreneinzel  | Jiří Král                         | Jan Janoštík                       | Daniel Dvořák                          |
| Herreneinzel  | Jiří Král                         | Jan Janoštík                       | Lukáš Holub                            |
| Dameneinzel   | Sharleen Tallulah van Coppenolle  | Lucie Černá                        | Lucie Krulová                          |
| Dameneinzel   | Sharleen Tallulah van Coppenolle  | Lucie Černá                        | Petra Maixnerová                       |
| Herrendoppel  | Tadeáš Brázda Jan Janoštík        | Matěj Hubáček Jaromír Janáček      | Václav Palán Adam Šulc                 |
| Herrendoppel  | Tadeáš Brázda Jan Janoštík        | Matěj Hubáček Jaromír Janáček      | Vít Kulíšek Tomáš Švejda               |
| Damendoppel   | Lucie Krpatová Kateřina Valentová | Klára Šilhavá Radka Šilhavá        | Kateřina Koliášová Kateřina Osladilová |
| Damendoppel   | Lucie Krpatová Kateřina Valentová | Klára Šilhavá Radka Šilhavá        | Nela Fliglová Malvína Skrčená          |
| Mixed         | Jiří Král Lucie Krpatová          | Matěj Hubáček Kristina Kozempelová | Adam Šulc Klára Šilhavá                |
| Mixed         | Jiří Král Lucie Krpatová          | Matěj Hubáček Kristina Kozempelová | Ondřej Běhounek Ivana Treperová        |